# Milhões Que Agora Vivem Jamais Morrerão

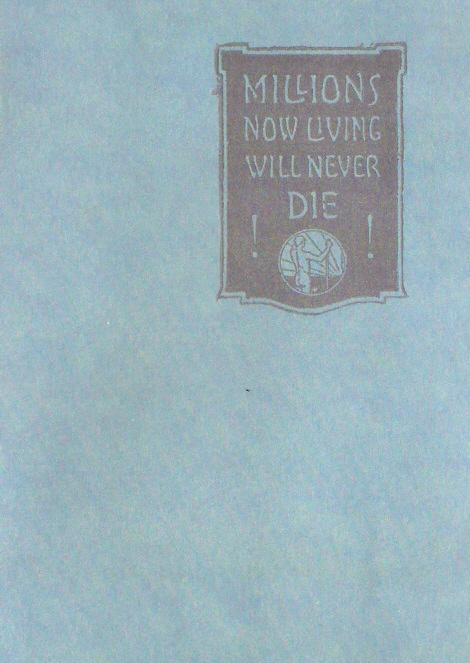
Cuverta do livro Milhões Que Agora Vivem Jamais Morrerão

Milhões Que Agora Vivem Jamais Morrerão é o título de um folheto ou livro de 128 páginas escrito por Joseph Franklin Rutherford, o segundo presidente da Watchtower e editado em 1920 para a chamada "Campanha dos Milhões". No mesmo resumiam-se algumas das crenças principais dos Estudantes da Bíblia e, como novidade, calculava-se que no ano 1925 cumprira-se o grão Jubileu da humanidade e ocorreria o inicio do cumprimento das diferentes profecias bíblicas sobre o reinado milenário de Jesus Cristo. Isto também incluía a ressurreição dos servos fiéis do passado; Abraham, Isaac, e Jacob entre outros muitos príncipes da antiguidade.
O livro assegurava que se podiam aplicar a aquela época as palavras de Jesus em João 8:15 ("...Se alguém guardar a minha palavra, não verá jamais a morte)", e que milhões de pessoas não Testemunhas sobreviveriam a mudança mundial e não morariam jamais. Explicava-se que a gente que viviam então —a humanidade em geral— tinha a oportunidade de sobreviver até o mesmo tempo da restituição, e que então se a educaria nos requisitos de Jeová para obter a vida. Si eram obedientes, alcançariam pouco a pouco a perfeição humana. Si resultavam ser rebeldes, com o tempo seriam destruídos para sempre.
Atualmente, o conteúdo do livro já não reflete mais o ponto de vista da Watchtower. O livro foi publicado na época em que as Testemunhas de Jeová ainda eram conhecidas por Associação Internacional dos Estudantes da Bíblia, como consta no início do livro.